# Cours d'eau du Panama
Cette page liste les cours d'eau du Panama par bassin.
Les affluents respectifs étant en retrait sous le nom de chaque plus grand cours d'eau.

## Océan Atlantique et mer Cabaïbe
- Río Belén
- Río Calovébora (en)
- Río Cangandi (en)
- Río Cartí
- Río Cascajal (en)
- Río Chagres
- Río Coclé del Norte (es)
- Río Toabré (en)
- Río Concepción (es)
  - Río Gatún
- Río Cricamola (es)
- Río Cuango
- Río Guariviara (es)
- Río Indio
- Río Lagarto
- Río Mandinga (es)
- Río Miguel de la Borda
- Río Nombre de Dios (en)
- Río Platanal
- Río San San (es)
- Rio Sixaola
  - Río Yorkin (es)
- Río Changuinola (es)
  - Río Teribe
    - Río Quebrada Bonyic
    - Río Sini
    - Río Quebrada Siey

  - Río Quebrada Carbon
  - Río Quebrada Junco
- Río Veraguas

## Océan Pacifique
- Río Antón
- Río Balsas (en)
- Río Bayano
- Río Caimito (es)
- Río Caldera (en)
- Río Caté
- Río Chame
- Río Chepo
- Río Chimány
- Río Chiriquí
- Río Chiriquí Nuevo
- Río Chiriquí Viejo (es)
- Río Chucunaque
- Río Coclé del Sur
  - Río Chico
- Río Congo (en)
- Río David (en)
  - Río Majagua
- Río Escárrea
- Río Fonseca
- Río Grande (es)
  - Río Mamoní (es)
- Río Guararé
- Río Jaqué (en)
- Río Juan Díaz
- Río Jurado
- Río Lara (en)
- Río La Villa (es)
- Río Marea
- Río Matasnillo
- Río Pacora (es)
- Río Palo Blanco (es)
- Río Parita
- Río Quebro
- Río Pacora (es)
- Río Sabanas (en)
- Río Sambú (en)
- Río San Félix (en)
- Río San Pablo (en)
  - Río Cobre (es)
- Río San Pedro
- Río Santa María (es)
- Río Tabasará (es)
- Río Tatatuy
- Río Tonosí (es)
- Río Tucutí
- Río Tuira
  - Río Balsas
  - Río Chucunaque